# الأعوج
نهر الأعوج هو نهر في سوريا طوله 70 كم، يَنبع من جبل الشيخ في جنوب غربي سوريا من قرية بيت جن السوريةويمر في مزرعة بيت جن ويصل الي خان الشيخ ليصل الى بغوطة دمشق حتى أخيراً في سبخة الهيجانة.

## الأهمية
يُعدُّ نهر الأعوج ثاني أهم مجرى مائي في حوض دمشق، وتتفرَّع عنه على طول مساره 11 قناة ري تروي ما مساحته 745 هكتاراً في قرى: زاكية، ودرخبية، والطيبة، ومدينة الكسوة، ودير علي، وحرجلة، والخيارة، وخان الشيح، وعرطوز، وجديدة عرطوز، وسعسع، وصحنايا، والأشرفية، وداريا، ومعضمية الشام، وبعض أراضي قرى أخرى.